# Plutarco Elías Calles
Plutarco Elías Calles (Guaymas, 25 settembre 1877 – Città del Messico, 19 ottobre 1945) è stato un politico e generale messicano, 40º presidente del Messico e terzo e ultimo della cosiddetta "Dinastia Sonora".
Importante militare, esponente costituzionalista durante la rivoluzione messicana, fu presidente del Messico dal 1º dicembre 1924 al 30 novembre 1928. Durante la presidenza fu anche presidente del Partito Laburista Messicano dal 1924 al 1929 e in quest'ultimo anno fondò il Partito Nazionale Rivoluzionario (PNR), che successivamente cambiò nome in Partito Rivoluzionario Istituzionale (PRI), che governò il Messico per più di 70 anni. Calles, di ispirazione socialdemocratica e nazionalista di sinistra, perseguì una decisa e violenta politica anticlericale, che portò alla rivolta dei cattolici messicani, denominata Guerra cristera.

## Biografia
Nato come Plutarco Elías Campuzano nel 1877 a Guaymas, nello stato di Sonora, passò i primi anni della sua vita in povertà. Prese il nome Calles dallo zio che lo adottò in seguito alla morte della madre, Maria de Jesús Campuzano. Negli anni seguenti svolse numerosi lavori, e iniziò l'attività politica come sostenitore di Francisco Madero, sotto il quale diventò ufficiale di polizia, scalando negli anni seguenti molto velocemente le gerarchie militari, fino ad arrivare nel 1915 al rango di generale, durante la rivoluzione messicana.
Nel 1915 divenne quindi governatore di Sonora, e si fece conoscere come uno dei politici più riformisti della sua generazione. Nel 1919, Venustiano Carranza promosse Calles a Ministro del Commercio, Industria e Lavoro. Nel 1920 si alleò con Álvaro Obregón contro Carranza, e venne successivamente nominato da Obregón Ministro dell'Interno. Si iscrisse al Partito Laburista, e nel 1924 venne eletto presidente, succedendo ad Obregón.

### La presidenza
La presidenza di Calles fu sostenuta dal Partito Laburista, che era a tutti gli effetti l'organo politico del potente sindacato della Confederazione Regionale dei Lavoratori Messicani (Confederación Regional de Obreros Mexicanos) (CROM), guidato da Luis Napoleón Morones. Calles sostenne riforme agrarie e promosse le ejido (proprietà collettive) per favorire l'emancipazione dei contadini, anche se durante la sua presidenza non furono molte le terre redistribuite. Fondò inoltre numerose banche in sostegno dei contadini, come la Banca del Messico, la banca nazionale messicana.
Le spese militari diminuirono significativamente durante la sua presidenza. Le condizioni di vita migliorarono e il tasso di mortalità infantile scese da 224,4‰ a 137,7‰ tra il 1923 e il 1931. Il bilancio dell'educazione fu portato al 14% della spesa statale e il numero di scuole rurali triplicò. Il tasso di alfabetizzazione degli ultradecenni passò dal 25% nel 1924 al 51% nel 1930.
Cambiò il codice civile messicano, dando ai figli illegittimi gli stessi diritti dei figli legittimi (lui stesso era stato un figlio illegittimo, nato al di fuori del matrimonio).
Durante la sua presidenza ci furono attriti con gli Stati Uniti, a causa della legge sullo sfruttamento del petrolio sul territorio messicano e del sostegno dato dal Messico ai liberali nella guerra civile in Nicaragua.

#### Anticlericalismo e persecuzioni dei cristiani
Nel 1926, Plutarco Elías Calles (che affermava che "la Chiesa è la sola causa di tutte le sventure del Messico"), emanò un decreto, noto come “Legge Calles”, con cui metteva in atto l'articolo 130 della Costituzione.
I beni ecclesiastici furono confiscati dallo stato e furono introdotte forti limitazioni all'azione della chiesa nella vita pubblica.
La sua accanita politica anticlericale provocò inizialmente delle marce pacifiche come segno di protesta da parte del popolo, che era per il 95% cristiano cattolico. Il presidente iniziò a mandare squadre di federali ad uccidere barbaramente chiunque si opponesse alle sue idee.
Nacque così una violenta risposta da parte dei Cristeros (1926-1929). Come conseguenza della sua politica anti-cattolica, durante la sua presidenza, il numero di preti in Messico passò da circa 4.500 prima del 1926 a soli 334 nel 1934. Quasi 4.000 preti furono esiliati o uccisi, oltre a migliaia di cittadini messicani perseguitati, torturati e trucidati. Nel 1935 ben 17 stati messicani non avevano nemmeno un prete nel loro territorio..
Le persecuzioni finirono dopo le importanti vittorie da parte del generale Enrique Gorostieta (che era a capo dei Cristeros) sui federali, che costrinsero il presidente a prendere una posizione moderata; il suo successore garantì la libertà di culto.
Numerosi furono i martiri della persecuzione di Calles, beatificati da papa Giovanni Paolo II. Per tre anni (1926-29), il Messico praticò ufficiosamente una politica di ateismo di Stato, come quello allora in vigore nell'Unione Sovietica comunista.

### Dopo la presidenza
L'attrito con il governo di Lázaro Cárdenas del Río, suo ex subordinato, lo costrinse ad un esilio negli Stati Uniti nel 1936; tornato in Messico, si spostò su posizioni leggermente più moderate. Morì a 68 anni nel 1945.

## Visione religiosa
Calles era ateo fin dalla gioventù; aderì alla massoneria, divenendo un convinto anticlericale e anticattolico. Pur non abbandonando mai le idee laiche, negli ultimi anni della sua vita divenne un credente nello spiritismo.